# Curculigo annamitica
Curculigo annamitica är en enhjärtbladig växtart som beskrevs av François Gagnepain. Curculigo annamitica ingår i släktet Curculigo, och familjen Hypoxidaceae. Inga underarter finns listade i Catalogue of Life.